# Кампанеле (Мачерата)
Кампанеле (итал. Campanelle) насеље је у Италији у округу Мачерата, региону Марке.
Према процени из 2011. у насељу је живело 32 становника. Насеље се налази на надморској висини од 365 м.